# Општина Радешти (Алба)
Радешти (рум. Rădeşti) општина је у Румунији у округу Алба.
Oпштина се налази на надморској висини од 232 m.